# ФК Сайрънс
ФК Сайрънс (на малтийски Sirens Football Club) е малтийски футболен клуб, базиран в град Сан Паул ил Бахар, в превод „Заливът на Свети Павел“. Основан през 1968 година. Отборът дебютира през сезон 2019/20 в Малтийската Премиер лига.

## Успехи
- Първа лига: (2 ниво)
  -  Шампион (1): 2018 – 19[3]
- Трета дивизия: (4 ниво)
  -  Шампион (5): 1972 – 73, 1979 – 80, 1982 – 83, 1988 – 89, 2013 – 14
- Четвърта дивизия: (5 ниво)
  -  Шампион (1): 1976 – 77

## Предишни имена
| Години      | Име               |
| ----------- | ----------------- |
| 1968 – 1972 | „Сейнт Пол'с Бей“ |
| от 1972     | „Сайрънс“         |

## Български футболисти
- Иван Колев: 2022/23 (19 мача - 3 гола)